# Ehrendorferia
Ehrendorferia, biljni rod kratkotrajnih trajnica iz porodice makovki, dio je potporodice dimnjača.
Postoje dvije priznate sjevernoameričke vrste, jedna je ograničena na američku državu Kalifornija, a druga se od Kalifornije širi na jug u Meksiko do Baja California Norte.
Vrste Ehrendorferia ovisne su o prirodnim požarima, jer njihove sjemenke mogu proklijati tek nakon požara. Ovaj rod je dobilo ime po Friedrichu Ehrendorferu, austrijskom botaničaru 20. stoljeća.

## Vrste
1. Ehrendorferia chrysantha (Hook. & Arn.) J.Rylander
2. Ehrendorferia ochroleuca (Engelm.) Fukuhara